# Else Stock-Hug

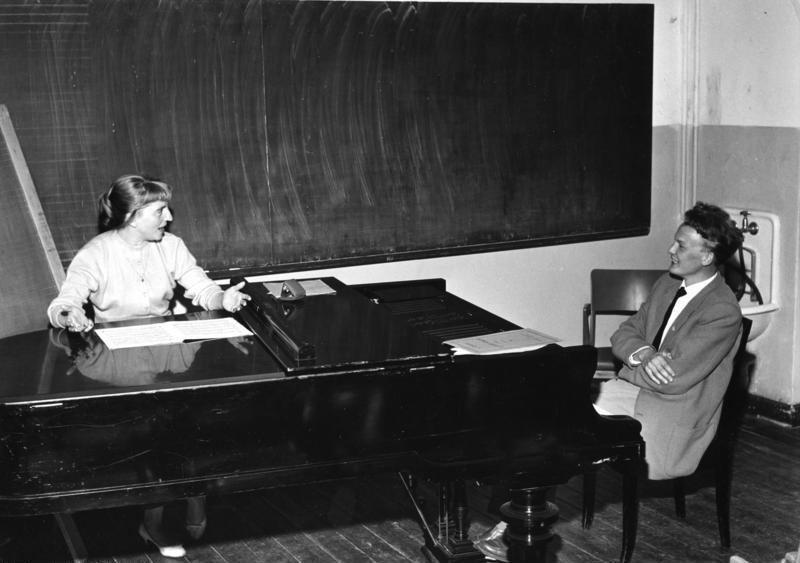
Stock-Hug bei den 12. Darmstädter Ferienkursen, 1957

Else Stock-Hug (* 28. April 1920 in Frankfurt am Main; † 19. Oktober 2012 in München) war eine Pianistin.
Stock-Hug studierte an der Musikhochschule Frankfurt am Main und am Mozarteum in Salzburg. Daneben studierte sie an der Universität Frankfurt Germanistik und Musikwissenschaften. Von 1950 an trat sie als Pianistin auf. Besondere Bedeutung in ihrem künstlerischen Schaffen nahmen Ur- und Erstaufführungen von Klaviermusik des 20. Jahrhunderts ein. Friedrich Cerha widmete ihr seine Elegie für Klavier (1963).
Sie war Dozentin der Internationalen Ferienkurse für Musik in Darmstadt und Gastdozentin an der Hochschule für Musik und Theater München.
1973 wurde Stock-Hug mit dem Schwabinger Kunstpreis ausgezeichnet.